# Cmentarz katolicki Najświętszej Maryi Panny z Góry Karmel w Bydgoszczy
Cmentarz pw. Najświętszej Maryi Panny z Góry Karmel w Bydgoszczy – cmentarz katolicki w Bydgoszczy.

## Lokalizacja
Cmentarz znajduje się na osiedlu Prądy, przy ulicy Tańskich, pod lasem, przy granicy miasta Bydgoszczy.

## Historia
W sąsiedztwie obecnego cmentarza istniała niewielka nekropolia ewangelicka dla wsi Prądy. W 1925 r. została przejęta przez parafię św. Trójcy, a od 1945 r. należała do parafii św. Antoniego z Padwy. W 1975 r. znalazła się w gestii parafii NMP z Góry Karmel. Poświęcenie cmentarza katolickiego odbyło się 11 listopada 1930 r. Cmentarz w obecnym kształcie założono w 1983 r. Najnowsza część cmentarza (południowa) stanowi własność parafii bł. Michała Kozala Biskupa i Męczennika, na której terenie się znajduje. Obszar ten stanowił niegdyś wyrobisko żwiru, a następnie nielegalne wysypisko śmieci

## Charakterystyka
Cmentarz posiada nieregularny kształt o wymiarach: 175 x 200 m i powierzchnię ok. 3,5 ha. Konfiguracja terenu sprawia, nekropolia podzielona jest na dwa poziomy: niższy od strony ul. Tańskich i wyższy w części zachodniej i południowej. Na jego terenie pochowanych jest ok. 2 tys. osób. Na terenie cmentarza znajduje się kaplica oraz grób nieznanego żołnierza WP z września 1939. W sąsiedztwie obiektu, od strony wschodniej przepływa Struga Młyńska – dopływ Kanału Bydgoskiego, przy której zlokalizowany jest XIX-wieczny budynek dawnego młyna wodnego.
W lesie za cmentarzem znajduje się nagrobek z napisem upamiętniającym czteroosobową rodzinę Tańskich, zamordowaną w 1939 roku za pomoc wojsku polskiemu w tłumieniu dywersji. Znajdująca się na płycie informacja o pochowaniu tu rodziny leśniczego jest błędna (zamordowani byli dzierżawcami tutejszego młyna).

## Galeria

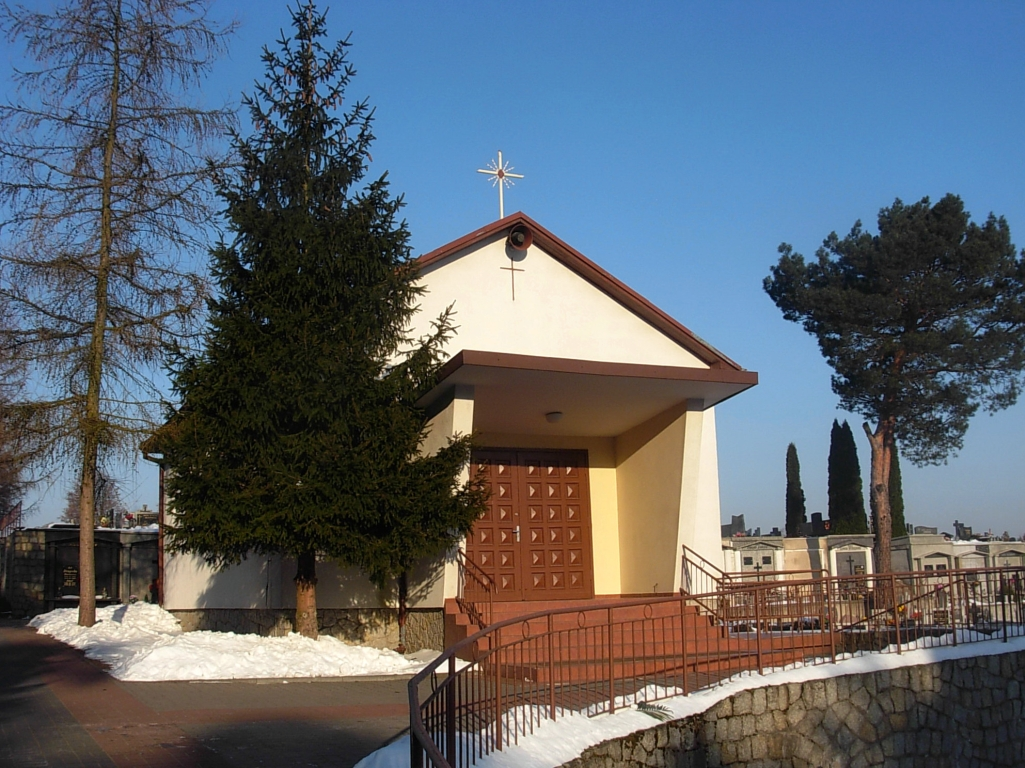
Kaplica
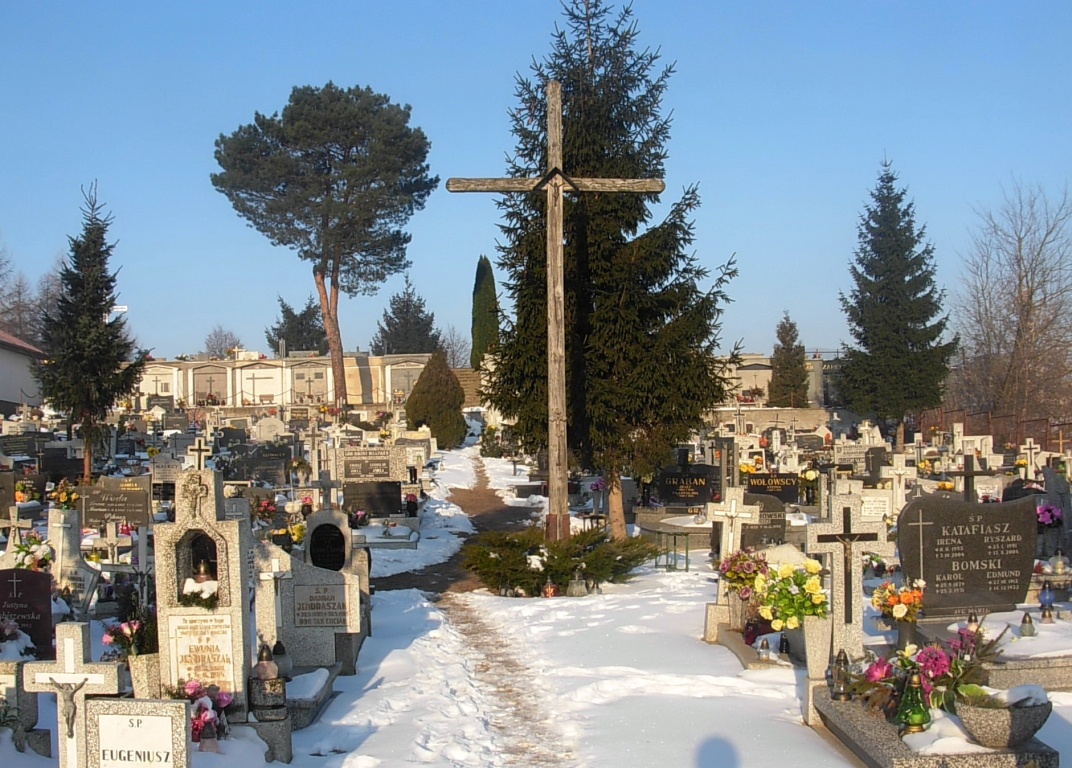
Krzyż
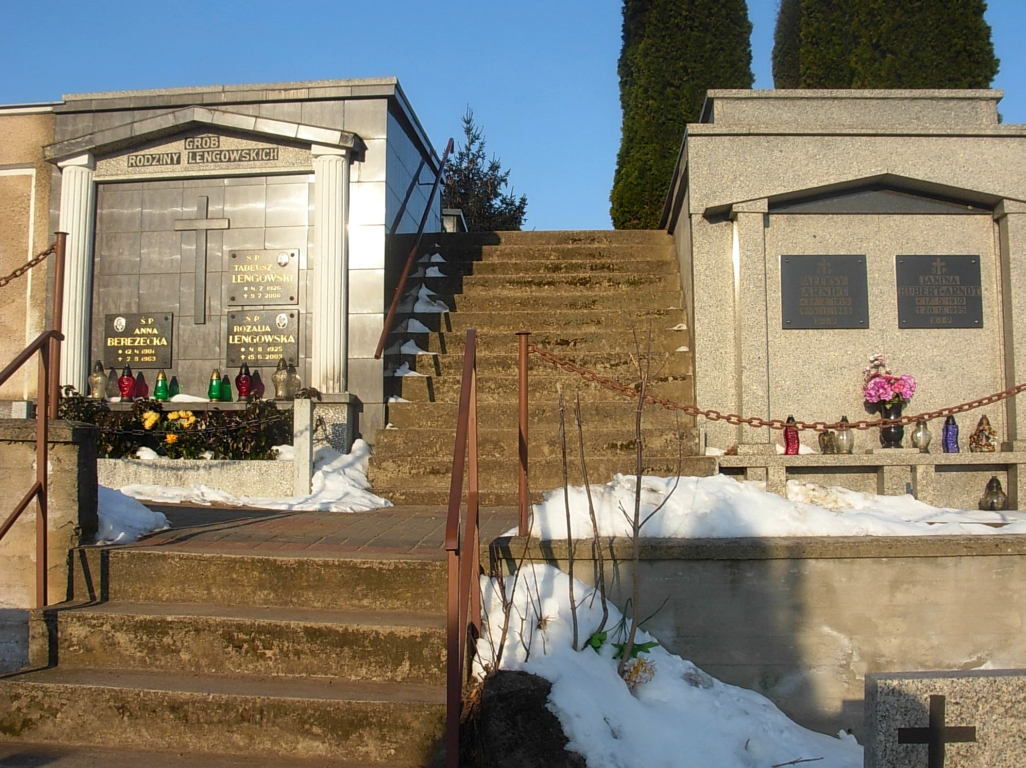
Schody na górny taras
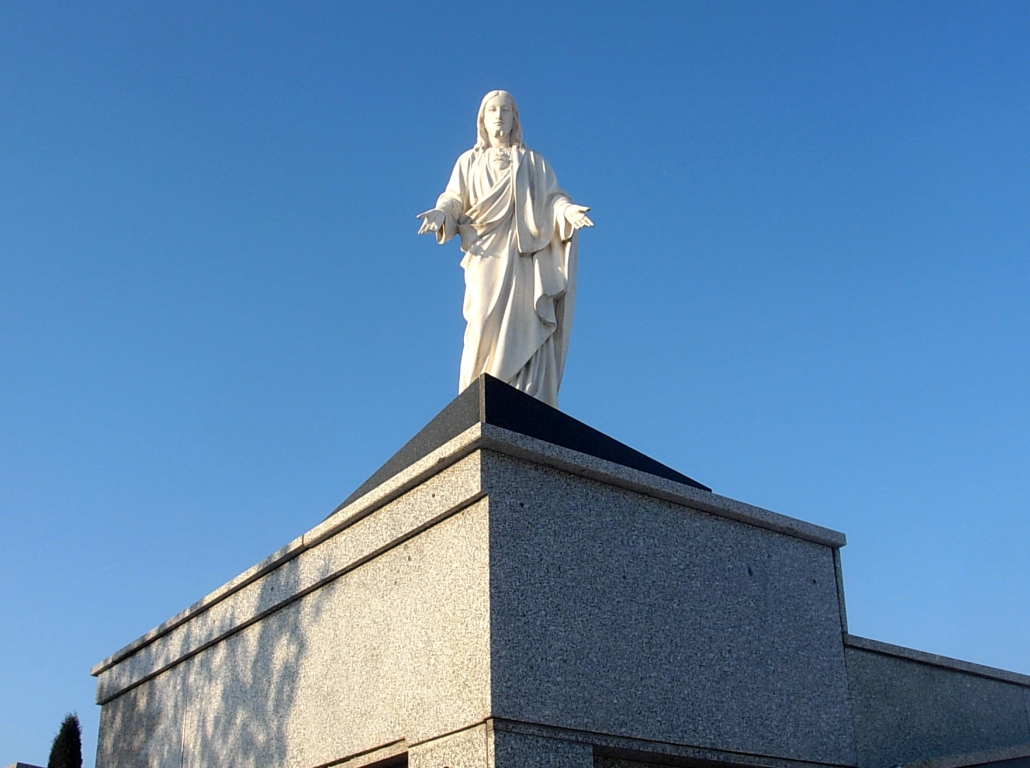
Figura Chrystusa
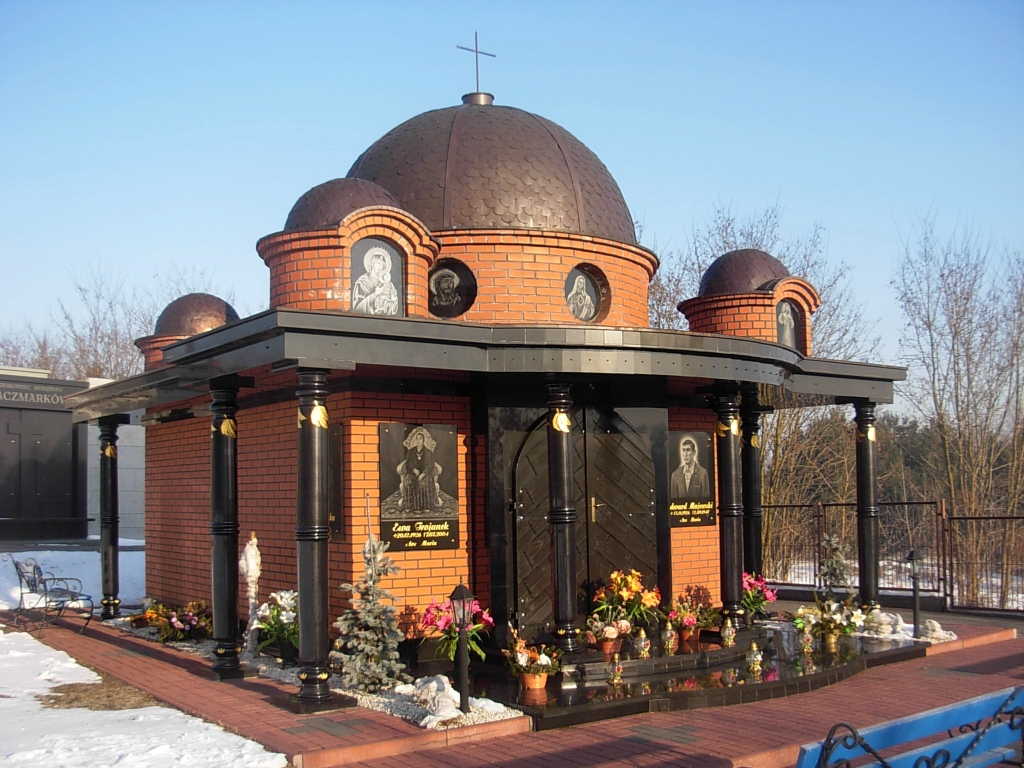
Okazały grobowiec
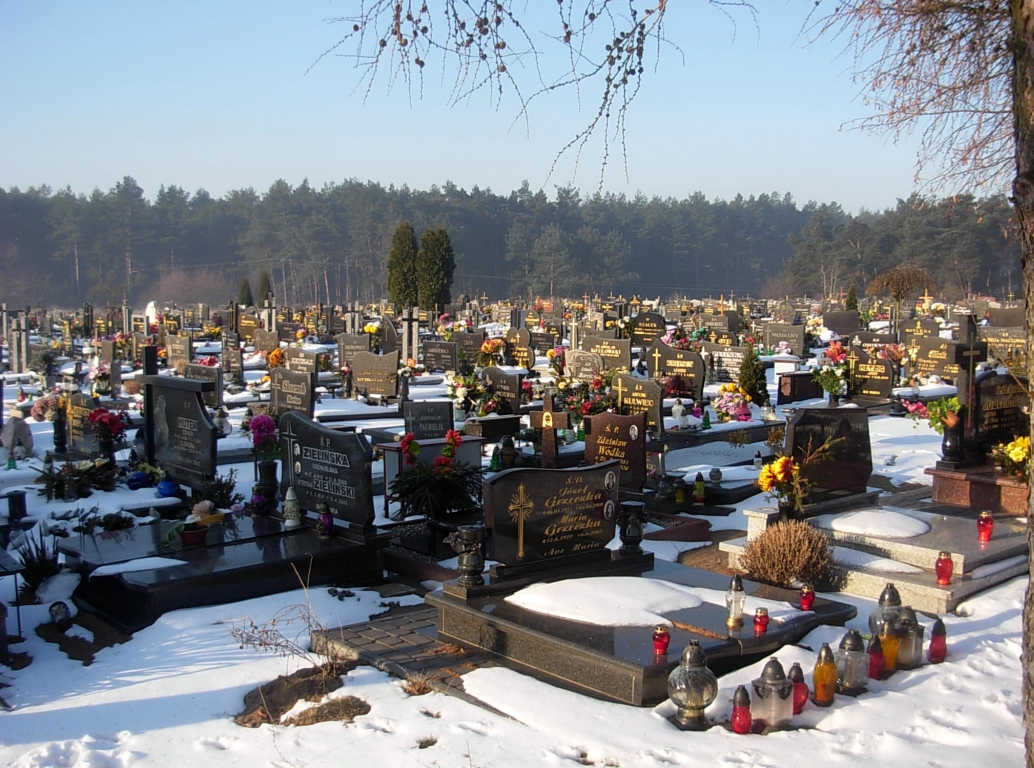
Górna część cmentarza
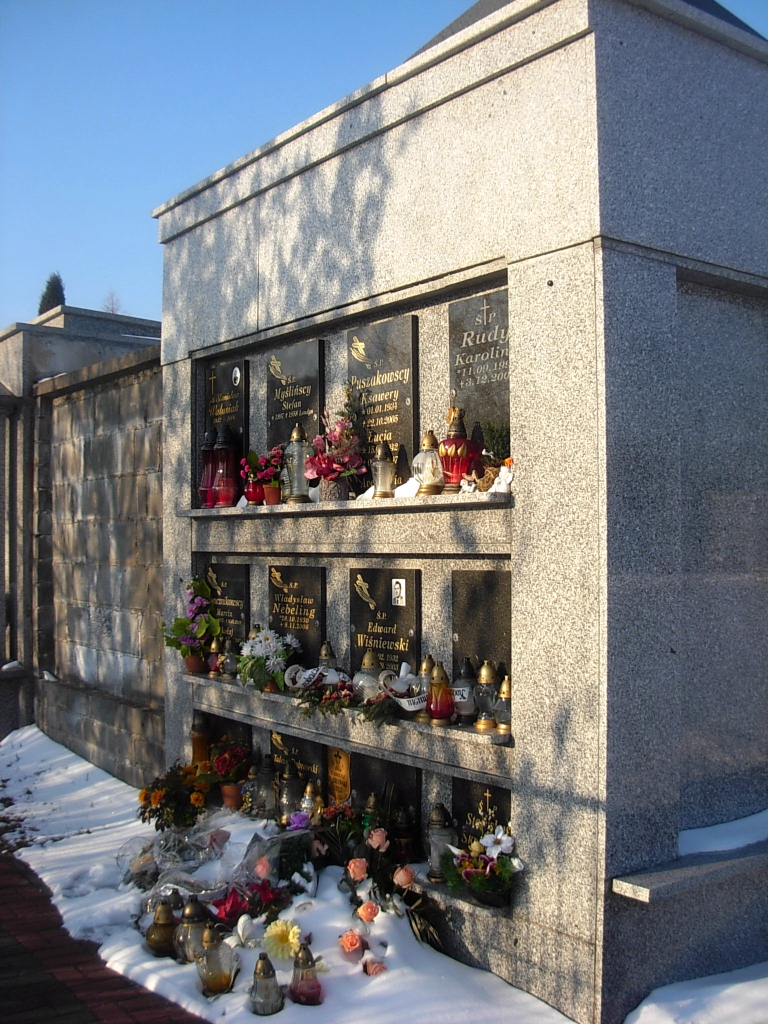
Kolumbarium
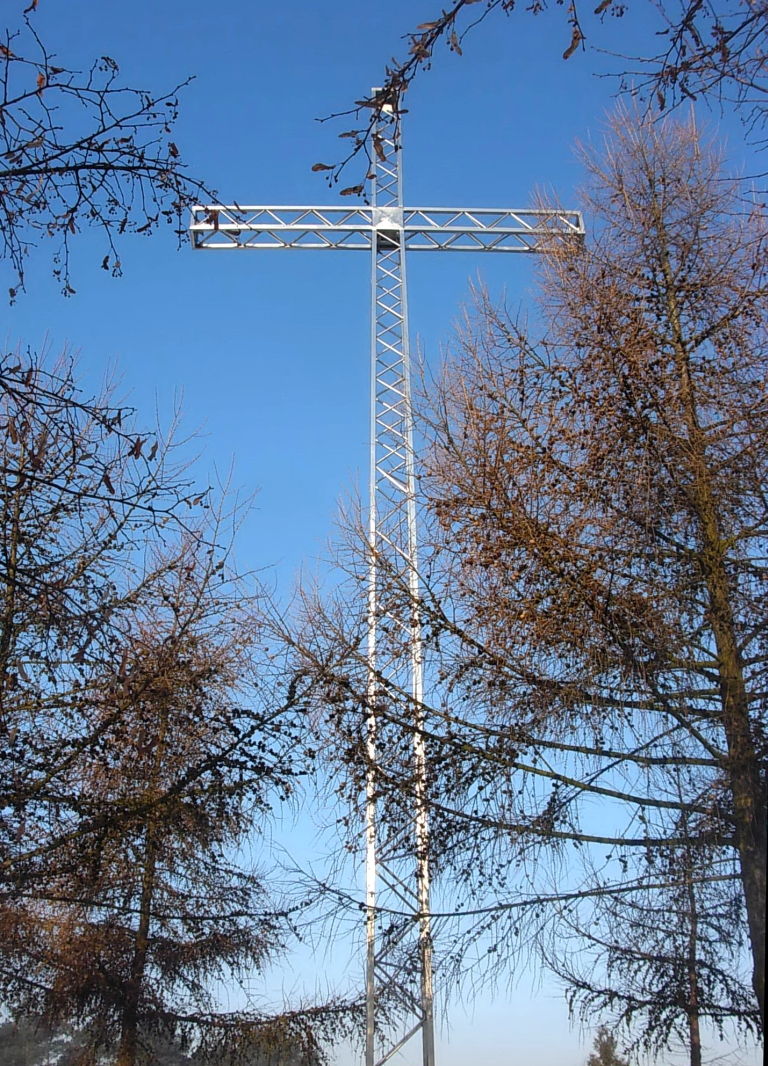
Krzyż na górnym tarasie